# Гуревич, Яков Абрамович
Яков Абрамович Гуревич (28 мая 1924, Холопеничи, Минская область, СССР — 6 октября 2015) — советский и молдавский журналист, писатель.

## Биография
Родился в Минской области (Белоруссия). В июне 1941 года окончил среднюю школу и в июле того же года стал курсантом Кронштадтского военно-морского медицинского училища. Из блокадного Ленинграда был вместе с училищем эвакуирован в Иваново, учился в Новоград-Волынском и Кыштымском военно-пехотных училищах, Ульяновском танковом училище, затем отправлен на фронт (октябрь 1942 — август 1944), ранен. Демобилизован в 1947 году. Награждён орденом Отечественной войны I степени, медалью «За отвагу».
Работал счетоводом, бухгалтером, плановиком в артели инвалидов. В 1954 году закончил отделение журналистики Белорусского государственного университета, работал литсотрудником газеты «Савецкая Радзіма» на белорусском языке.
Работал учителем в средней школе № 1 в Бендерах на протяжении 10 лет, завучем по учебно-воспитательной работе в детском доме, воспитателем и преподавателем эстетики в профтехучилище. С 1960-х годов сотрудник редакции республиканской газеты «Молодёжь Молдавии» в Кишинёве (литсотрудник, заведующий отделами учащейся и студенческой молодёжи, культуры, военно-патриотического воспитания, ответственный секретарь), затем на протяжении 20 лет заместитель главного редактора газеты «Кишинёвские новости» (вышел на пенсию в 2010 году).
Член Союза журналистов Молдавской ССР (1965), член писательской ассоциации «Днестр» (Кишинёв, 2003). Награждён орденом «Gloria Muncii» (Слава Труда, 1999). С 2011 года в Израиле.
Автор сборников публицистики и документальной прозы «Её звали Марией» (1975), «Юности тревожные колокола» (1981), «Признание в любви» (1985), «Для славы мёртвых нет» (1987), «200 шагов по Красной площади» (1989), «Забвению не подлежит» (1990), автобиографической дилогии «Я и ты» (2009).

## Книги
- Mereu împreună: Din experienţa de muncă a dirigentului (на молдавском языке). Кишинёв: Картя молдовеняскэ, 1964.
- Inimi înflăcărate (документальные очерки, на молдавском языке). Кишинёв: Лумина, 1973.
- Её звали Марией: документальная повесть о лётчице-истребителе М. И. Кулькиной. Кишинёв: Лумина, 1975.
- Юности тревожные колокола (очерки). Кишинёв: Картя молдовеняскэ, 1981.
- Признание в любви. Кишинёв: Картя молдовеняскэ, 1985.
- Для славы мёртвых нет (об операции «Голубой десант» — агитпоходе участников Ясско-Кишинёвской операции по местам боёв 1944 г. на Днестре). Кишинёв: Картя молдовеняскэ, 1987.
- 200 шагов по Красной площади: Воспоминания участника Парадов Победы 1945 и 1985 гг. Кишинёв: Картя молдовеняскэ, 1989.
- Забвению не подлежит: Документальная повесть о полковнике Е. И. Красовском. Кишинёв: Картя молдовеняскэ, 1990.
- Я и ты: Автобиографическая повесть в стихах и прозе. Первое издание — Кишинёв: Центральная типография, 1999. 2-е издание, испр. и доп. В 2-х тт. Кишинёв: Центральная типография, 2008 и 2009. — 900 стр.